# 취주악

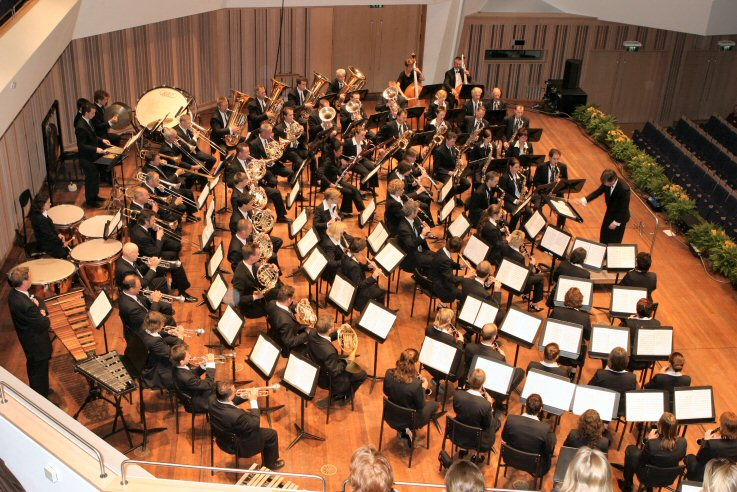

취주악(吹奏樂)은 관악기를 사용하여 연주하는 음악의 총칭이다. 일반적으로 유럽의 군악대, 미국의 스쿨밴드처럼 서양의 목관악기·금관악기를 주체로 하여 현악기·특수악기·타악기로 편성되어 연주하는 기악(器樂)을 말한다. 과거에는 군대와 국민의 사기를 복돋기 위한 실용음악 위주로 발달했지만 현재는 음악회와 밴드 활동이 주를 이룬다.
취주악은 문자 그대로 해석하면 불어서 연주하는 음악으로 연주에 사용되는 악기의 발성 방법이나 연주 주체의 편성으로 정의된다. 협의의 취주악은 두 자리 수 규모를 가진 악단에서 목관악기와 금관악기를 포함한 타악기와 콘트라베이스가 추가된다. 첼로나 하프와 같은 현악기도, 첼레스타나 피아노 같은 특수악기도 포함하기도 하지만 바이올린이나 비올라 등은 사용하지 않는 경우가 더 많다. 넓은 의미로는 관악기를 주로 사용하여 연주하는 음악의 총칭이다.
많은 나라에서 소방과 경찰 등 공공기관에 속하는 악단이나 군악대에서 취주악을 연주하지만 일본이나 미국 같은 경우는 학교 등에서 아마추어 악단이 구성되는 경우도 많다. 프랑스, 네덜란드, 벨기에에서도 동네와 마을에 취주악단이 있다.
영국에선 영국식 브라스 밴드가 있으며 프랑스와 독일 등에도 브라스 밴드가 존재한다. 조반니 가브리엘리의 팡파르, 18세기 이전 관악기를 중심으로 한 악곡, 하르모니무지크 등의 실내 금관악 합주도 있는데 이는 모두 취주악의 일종으로 광의의 취주악에 해당한다. 하지만 유럽에선 취주악과 관악단을 비교적 엄격하게 구분하는 편이다.
성악, 관악기 독주, 대중음악, 민족음악, 동유럽의 의식음악, 관현악단 등은 취주악에 포함되지 않는 것이 일반적이다.
영어로는 Band가 취주악단을 가리켰지만 제1차 세계 대전 전후에 재즈, 제2차 세계 대전 전후에 록 음악이 일반화되면서 취주악과 구별되기 시작했다. 영국에서 군악대는 Military band라고 했으며 민간의 취주악단은 Brass band라고 했다. Brass band는 금관악기가 중심을 이루었는데 미국도 금관악기가 편성의 중심이 되어 Brass band, Silver band, Territory band, Service band, Marching band, School band 등의 표현을 사용하며 Concert band, Symphonic band, Wind band, Wind orchestra 등도 사용한다. 미국에서 취주악은 Wind music이라는 표현도 자주 사용하며 Windensemble의 경우 취주악을 가리키기도 하지만 프레데릭 페넬이 제창한 편성을 가리키는 용어로 구별하기도 한다.
그 외 다른 나라에서 취주악을 가리키는 말로 독일어로는 Blasmusik라고 하며 프랑스어로는 Harmonie라고 한다. 취주악단은 독일어로 Blasorchester, Blaskapelle, Blasband라고 하며 프랑스어로는 Musique d'harmonie, Fanfare, Banda라고 한다. 이탈리아나 스페인에선 Banda라고 하며 동유럽에서는 Fanfare, Fanfara, Orkestar 등의 표현을 쓴다.
전쟁 등에서의 야외 연주, 식사 등에서의 실내 연주에 더해 19세기 이후 밸브가 발명되어 악기 조작성이 향상되고 가격이 저렴해졌다. 군악대의 활동이 신호나 식전 등의 연주가 아니라 사기를 고양하는 방향으로 목적이 이행한 점, 많은 청중을 모으게 된 점, 아마추어 연주단체가 관악기를 중심으로 한 편성을 이룬 점 등에 따라 계급을 초월하여 널리 퍼지게 되었다.

## 역사

### 원시·고대

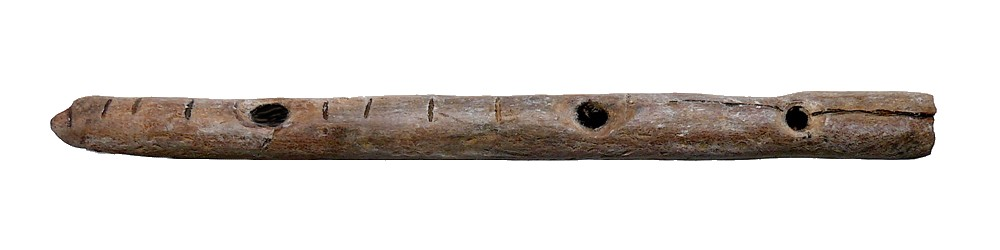
오리냐크 문화의 플루트 (레플리카)

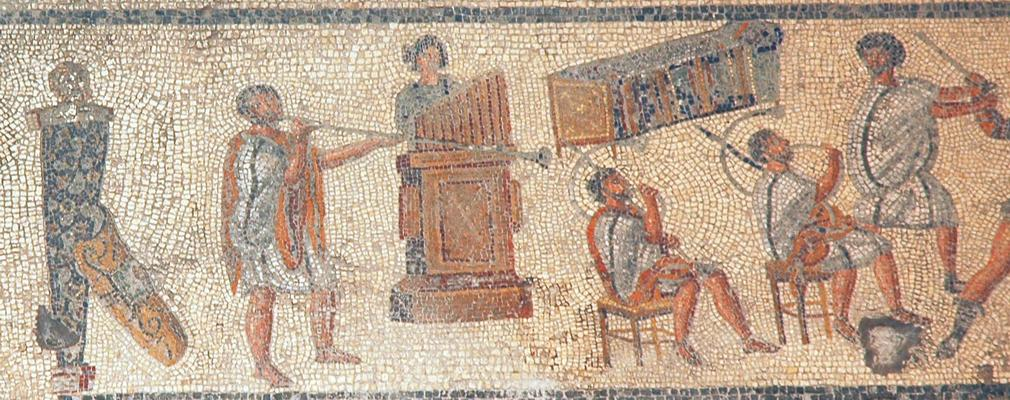
로마 제국 시대의 악사를 묘사한 모자이크

인류의 역사가 시작된 이래 뼈·뿔·돌·초목·점토 등 다양한 소재를 사용한 관악기가 만들어졌다. 독일에서는 35,000년 전의 오리냐크 문화에 속하는 상아와 구세계독수리 뼈로 만든 플루트가 발견되었고 일본에서는 조몬 시대의 유적에서 흙피리가 다수 발견되었으며 북의 존재 가능성도 거론되었다. 기원전 2500년경의 고대 메소포타미아 수메르 부조 조각에는 타악기가 묘사되어 있어 타악기의 역사도 오래되었음을 알 수 있다. 쐐기 문자 기록에는 당시의 메소포타미아인들이 음계의 존재를 알고 있었음도 알 수 있다.
고대 이집트 신왕국 시대 벽화에 나팔 취주가 묘사되어 있으며 파라오 투탕카멘의 무덤에선 직관형 나팔이 출토되었다. 또한 신왕국 시대 벽화에선 오늘날의 콘서트 플루트, 클라리넷, 트럼펫, 하프, 류트, 캐스터네츠, 시스트룸, 심벌즈, 북, 탬버린에 상당하는 악기가 그려져 있다. 이러한 관악기는 신호나 의식에서 음향 효과를 담당하며 군대에서도 사용되었을 것으로 보인다. 또한 고대 이스라엘 왕국의 다윗이나 솔로몬의 궁정에서는 이스라엘 음악이 번성해 북이나 심벌즈를 이용한 무도회가 열렸다. 이스라엘에서도 나팔, 뿔피리, 오보에 등의 악기를 즐겼다고 알려져 있다.
고대 로마에서도 큰 행사나 중요한 의식 때 Tuba, Buccina, Cornu 등 현재의 금관악기와 유사한 다양한 나팔을 군악대에서 사용했다. 로마 공화국 음악은 고대 그리스나 동방에 영향을 주었다고 하며 율리우스 카이사르가 저술한 『갈리아 전기』에도 카이사르가 전쟁 때 나팔을 불었다고 기록했다. 로마 제국도 관악기과 타악기로 편성된 군악대가 있었다.

### 중세·근세

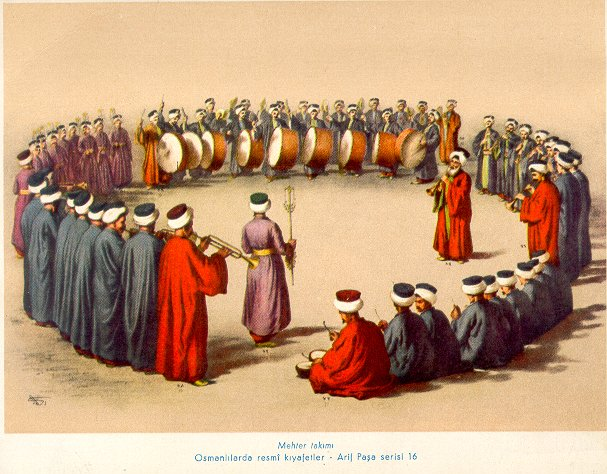
취주악의 뿌리가 된 터키의 Mehter (오스만 제국 시대의 그림)

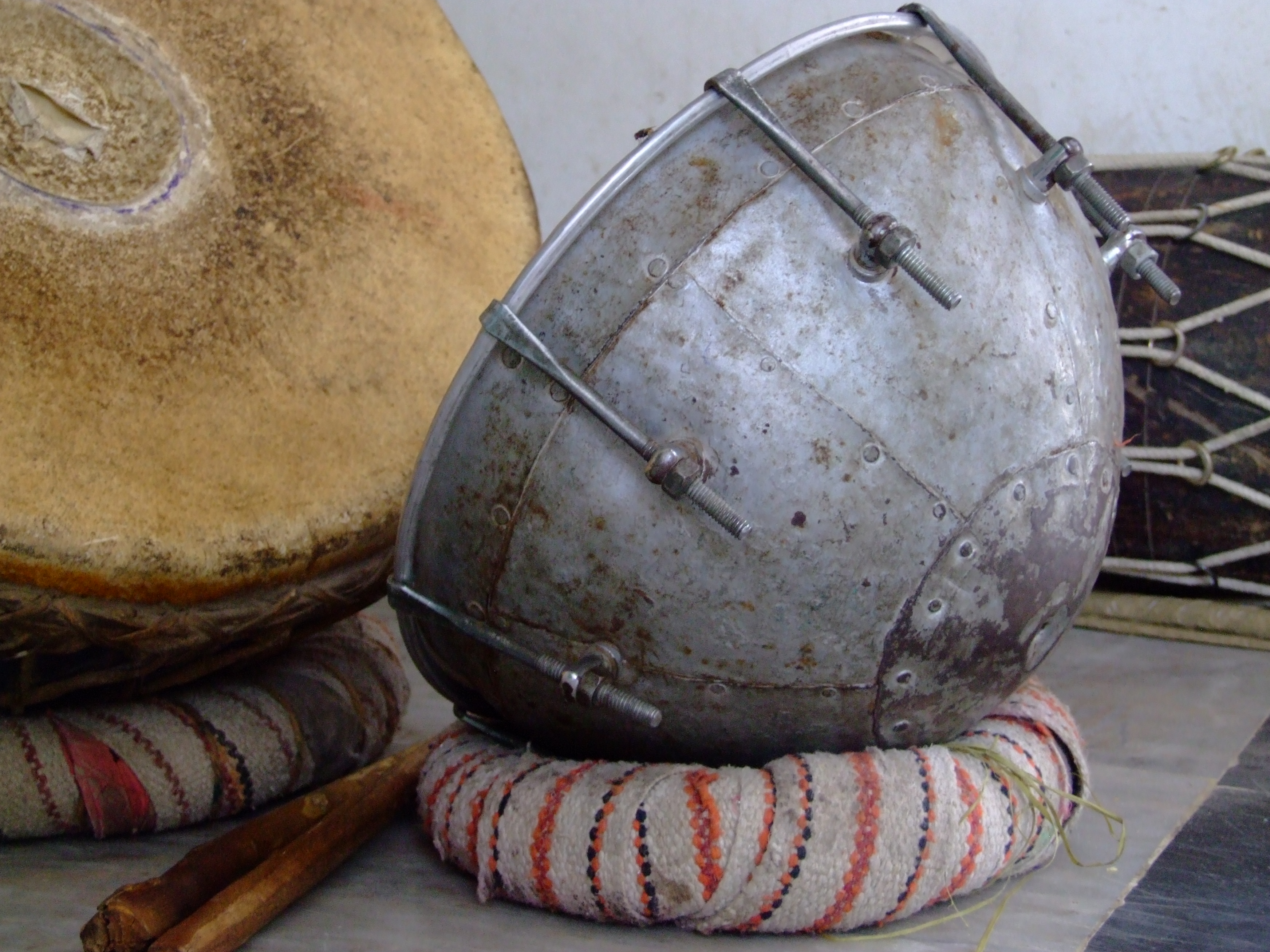
인도의 라자스탄주에 전해지는 Naqquara

중세 유럽은 기독교 음악의 영향으로 성악이 유행했지만 세속 음악에선 리코더가 자주 이용되었다. 한편 11세기 이후 유럽에선 고음부터 저음까지 모두 갖춘 목관악기 파이르, 백파이프, 드럼으로 구성된 악단이 등장하기 시작했다.
1095년 클레르몽 공의회 이후 유럽의 기독교 세계는 수차례에 걸쳐 이슬람 세계에 십자군을 파견했는데 이 과정에서 터키인의 군악대와 만나게 되었다. 이것이 오늘날 취주악의 기원으로 알려져 있다. 큰 소리가 나는 주르나는 오늘날 오보에나 바순의 기원이 되었고 긴 관을 가진 Boru는 트럼펫의 원형이 되었다. 말의 몸의 양옆에 매달아 연주하던 냄비 모양의 북 Naqquara, Kuvruk, Zill도 각각 오늘날 팀파니, 큰북, 심벌즈가 되었다. 취주악은 전술한 바와 같이 세계 각지에서 고대 사회부터 다양한 형태로 발전했지만 현악기를 배제하고 관악기 위주로 편성하는 것은 군악대와 밀접한 연관을 가진다. 대열로 서서 연주하고 큰 음량을 낼 수 있어 야외를 비롯해 어디서든 연주하기에 적합하기에 관악기가 군악대에 잘 들어맞았던 것이다.
14세기 이후 유럽은 오스만 제국과 몇 번 교전했는데 이때 오스만은 병사의 사기를 고무하면서 적을 위협하고 적의 전의를 깎기 위해 Mehter를 조직했는데 이것이 군악대였다. 1453년 콘스탄티노폴리스가 함락되고 발칸반도에 오스만이 진출하자 유럽은 큰 충격을 받았는데 이 과정에서 Mehter의 가치를 높게 평가하여 군악대를 정비하게 되었다.
르네상스 시대 유럽의 군악대는 고대 그리스나 로마와 달리 북 치는 사람을 고용했는데 이는 오스만의 영향이었다. 16세기 초의 그림 중에 신성 로마 제국의 막시밀리안 1세가 이끄는 기마 군악대의 위용이 묘사된 것이 있는데 터키의 영향을 받은 악기와 황제를 시종하는 고적 기마대가 그려져 있었다. 1549년 Fourquevaux는 자신의 저서에서 3,000~6,000명의 보병에 대해 북 치는 사람 2명이 필요하다고 주장했으며 16세기 말 프랑스 성직자 Jehan Tabourot는 북 치는 사람은 야영의 철수, 행군, 철퇴, 돌격 고양, 방어 신호, 경보 등 다양한 역할을 수행했다고 말했다.
17세기 이후 유럽에서 군악대는 체계적으로 정비되어갔다. 잉글랜드 내전 당시 왕당파와 의회파 양측은 모두 프로파간다를 가사로 한 행진곡을 군악대가 합주했는데 이는 음악 전쟁이라고 해도 좋을 정도로 치열했다. 찰스 2세는 왕정복고 후에 오보에 밴드를 편성했으며, 춤과 악기에 능했던 프랑스의 루이 14세도 터키의 Mehter를 모범으로 삼아 오보에 밴드를 편성했다. 독일 역시 18세기 초부터 진행곡의 수요가 높아졌다.
이 군악대에서 발전한 것이 취주악인데 일반 사람들로도 퍼져나갔다. 결혼식이나 장례식과 같은 의례, 축제나 연회 등에서 음악이 필요했는데 축음기가 없던 시절이었기에 직접 연주를 할 필요가 있었기 때문이다.
악곡 면에선 르네상스 음악 시기에 코르넷, 트롬본 등의 관악기를 이용한 응답 가창 대위법 음악이 베네치아의 산마르코 대성당을 거점으로 연주되기 시작했다. 산마르코 대성당은 관악기 중심의 편성이 이루어진 주요 요인 중 하나로 훗날 베네치아 악파가 형성되게 된다. 중심 인물 중 한 명이었던 조반니 가브리엘리의 작품은 오늘날에도 금관 앙상블에서 자주 연주되고 있다.
라이프치히와 같은 독일의 자치 도시에서는 교회나 왕실과 직접적인 관련이 없는 시민 음악가가 등장했다. 16세기에는 길드에서 유래한 Stadtpfeifer라 불리는 음악가들이 활동했으며 시청사의 탑에서 코르넷과 트롬본 등 관악기를 연주하여 시민들에게 음악을 제공했다. 17세기 요한 크리스토프 페첼은 이를 위한 작품도 남겼다. 다른 나라에서도 Alta, Pifferi, Waits 등으로 불리는 악단이 존재했다. 당시의 관악기를 중심으로 한 악곡은 식전 등 야외에서 주로 이용되었지만 리코더 등 사용하는 악기에 따라 실내에서 즐길 수 있는 편성도 있었다.

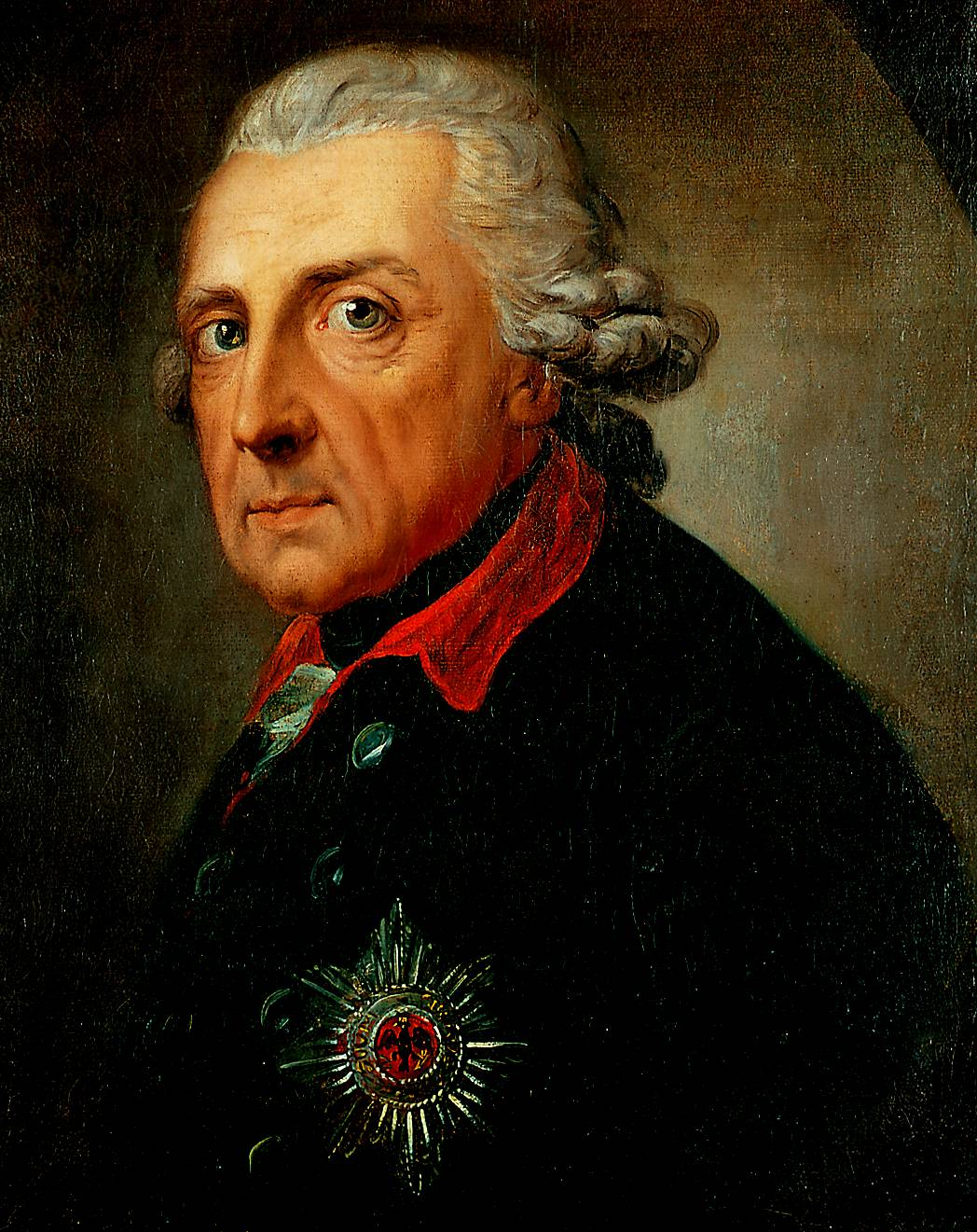
악대에 하모니 편성을 채용한 프리드리히 2세

18세기 유럽에선 현대 취주악 합주의 전형이라 할 수 있는 연주 형태가 생겨나기 시작했다. 궁정 악사가 군주 등을 위해 야외에서 연주하는 세레나데가 대표적인데 이는 오보에, 클라리넷, 바순, 호른이 각각 2개씩으로 구성된 간단한 관악기 합주였다. 작곡가 요제프 하이든과 볼프강 아마데우스 모차르트도 이런 종류의 편성을 위해 세레나데나 디베르티멘트를 많이 남겼다. 프로이센 왕국의 대표적인 계몽 군주 프리드리히 2세는 1763년에 팔중주 편성을 채용한 악대를 프로이센군 각 연대에 배속시켰다. 이것이 근대 군악대의 시초가 되었으며 조지 3세와 루이 15세에 의해 영국군과 프랑스군에도 군악대가 정비되었다.
18세기 말에는 각종 관악기의 발명과 개량이 진행되어 콘서트 플루트, 트럼펫, 트롬본 등이 추가되었고 오스만 제국 군악대의 영향을 받아 심벌즈, 탬버린, 트라이앵글과 각종 북 종류가 도입되어 갈수록 규모가 커졌다. 1800년경에는 터키 행진곡과 같은 터키풍의 군악이 유럽에서 유행했는데 모차프트나 루트비히 판 베토벤이 작곡한 터키 행진곡도 터키의 영향을 받았다. 독립 전쟁 이후 독립한 미국은 매사추세츠 밴드가 1783년 1월 최초로 연주회를 열었다.

### 근대·현대

「바스티유 습격」(장 피에르 우엘의 작품)

1789년에 일어난 프랑스 혁명의 여파로 부르봉가를 섬기던 많은 궁정 악사들이 실직했다. 하지만 왕정을 대신해 수립된 공화국 정부는 혁명 정신을 전파하기 위해 야외에서 대음량을 낼 수 있는 국민군악대를 조직하기 위해 악사들을 불러모았다. 1790년 바스티유 습격 1주년을 기념하기 위해 300개의 북과 350개의 관악기로 구성된 악대가 가두 퍼레이드를 벌였다. 이후 45명으로 편성된 근위병 밴드가 결성되었고 1792년에는 국립군악 아카데미가 설립되었다. 1795년에는 국민공회가 파리 음악원을 개설했는데 이곳 출신인 프랑수아조제프 고세크의 작품은 지금도 많은 사랑을 받고 있다. 또한 고세크를 비롯한 많은 음악인들이 혁명 찬가와 군가를 만들었다.

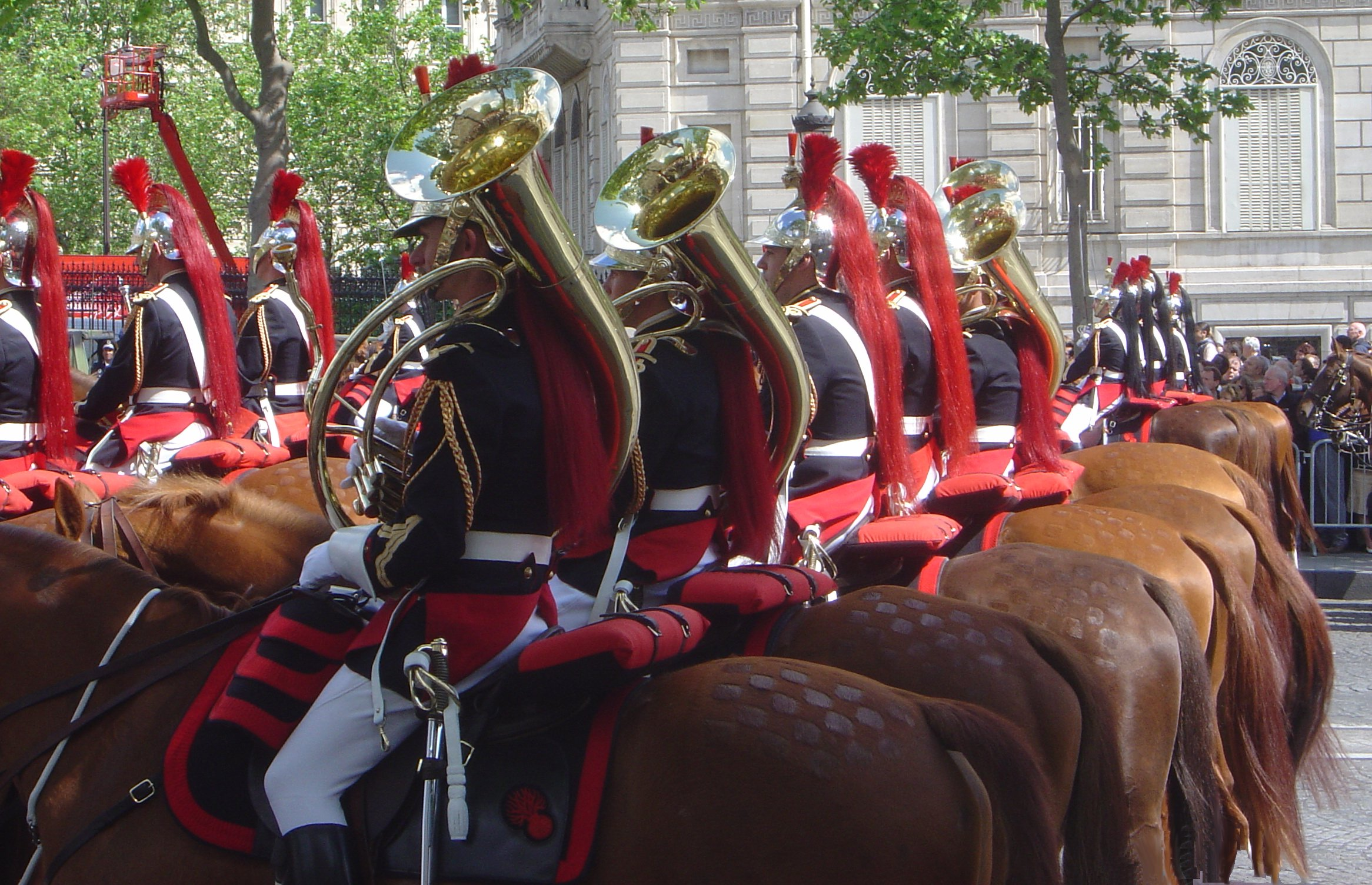
프랑스 공화국 수비대 취주악단

프랑스 제1제국을 수립한 나폴레옹 보나파르트는 종래의 국민군악대에 피콜로와 트롬본 등을 더했으며 7월 왕정 때인 1845년에는 색소폰이 채용되었다. 1848년에는 12명으로 구성된 트럼펫대(隊)인 Garde de Paris가 편성되었는데 이는 지금의 공화국 수비대 취주악단으로 발전했다.
산업 혁명 이후인 18세기 말~19세기 유럽에서는 국가적 요구 속에서 관악기 개발이 활발하게 진행되었다. 뵘식 플루트를 비롯해서 목관악기와 금관악기가 현저하게 발달했다. 남독일과 오스트리아를 중심으로 관악기 합주가 궁중 실내 음악으로서 발전한 것도 이러한 기술과 악기의 진보에 바탕을 둔 것이었다. 세레나데나 디베르티멘트 또한 이런 독일 상류 계급의 실내 음악에 대한 유행에 부응한 것이었다.

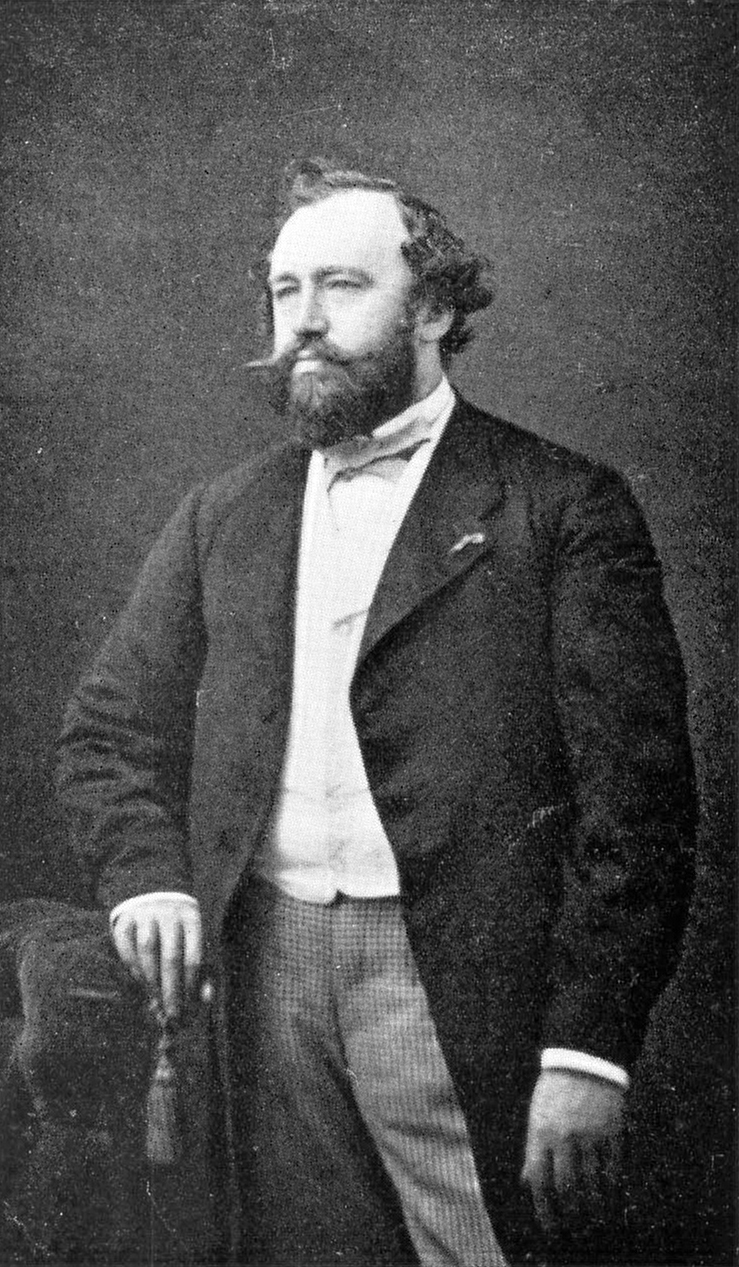
색스혼 등을 고안한 아돌프 삭스

프로이센 왕국 출신인 빌헬름 비프레흐트는 밸브 시스템을 연구했는데 이는 입술을 죄는 방법과 숨의 강약만으로 연주하던 기속 트럼펫 종류의 금관악기의 연주 능력을 비약적으로 향상시키는데 공헌했다. 벨기에 출신의 악기 제작자인 아돌프 삭스는 악기 개량에 힘썼는데 코르넷, 튜바, 플루겔호른, 유포니움, 바그너 튜바 등 다양한 악기 개발로 이어졌다.
금관악기의 이러한 획기적인 발명은 일반적인 목관악기와 달리 한 손으로도, 승마나 행진을 하면서도 연주가 가능해졌기 때문에 군악대 악기로 사용되기 시작했다. 19세기 중엽에는 대부분의 유럽 국가들이 비슷한 편제를 가지게 되었고 막말 일본이 프랑스, 네덜란드, 영국, 독일 등으로부터 북이나 나팔의 지도를 받을 때 국가 간의 차이는 거의 없는 수준에까지 이르렀다.
군악대와 함께 발전한 취주악에는 사기를 고양하고 장병을 단결시키기 위해 웅장하고 과감한 성향이 필연적이었고 이는 다른 음악과는 다른 모습을 가지도록 했다. 낭만주의가 대두하던 19세기 중엽 유럽은 수많은 분쟁과 혁명으로 점철된 시대이기도 했다. 1848년 혁명과 리소르지멘토는 『라데츠키 행진곡』을 만들었고 미국 남북 전쟁은 『워싱턴 그레이스』를 만들어냈다.

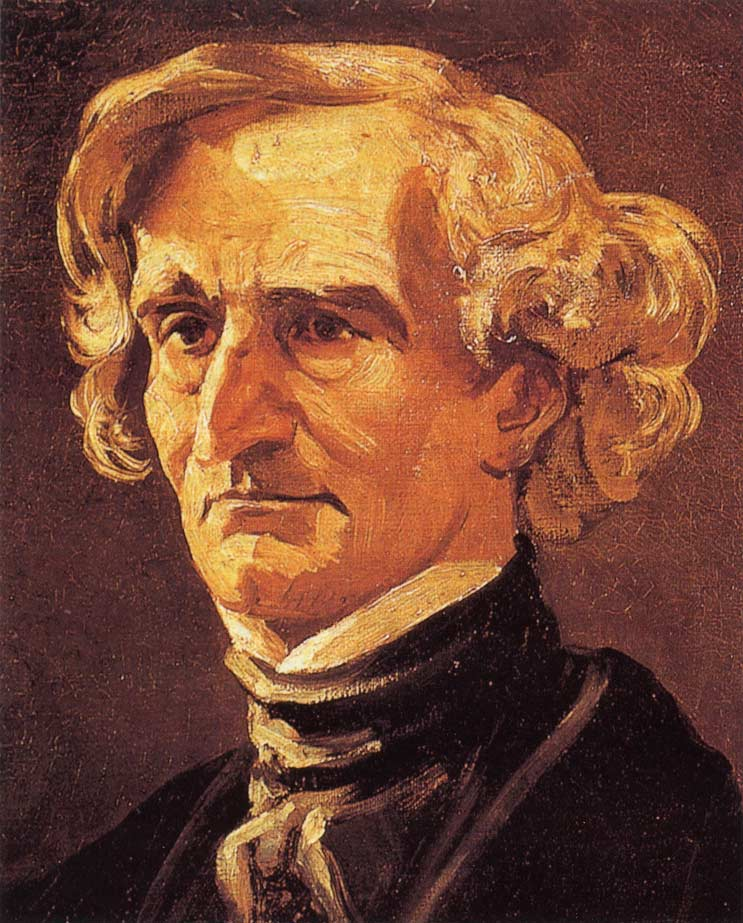
군악대를 위한 음악을 남긴 엑토르 베를리오즈 (오노레 도미에의 작품

현대적 군대는 징병제나 군사 퍼레이드 등에 의해 일반인 사이에서도 친숙하게 받아들여지고 있으며 군의 사기를 진작하기 위한 군악대도 다수의 금관악기를 중심으로 한 음향의 화려함을 추구하는 쪽으로 바뀌어갔다. 군악대는 행진곡이나 식전용 음악 등을 주로 연주하는데 특히 프랑스는 군악대 출신자가 파리 음악원 교수로 근무하는 등 예술성과 기술적 세련함을 추구하는 전통을 잘 간직하고 있다. 낭만주의 음악의 거장으로 불리는 엑토르 베를리오즈도 군악대에서 연주되는 훌륭한 작품을 많이 남겼다. 복잡한 선율을 빠르게 연주할 수 있는 금관악기의 등장은 베를리오즈 외에도 독일의 리하르트 바그너나 이탈리아의 주세페 베르디의 곡도 애호되었으며 금관악기를 사용한 악곡을 많이 만들었다.
독일과 프랑스를 중심으로 발전한 관악 합주는 영국에 전해져 군악대를 충실하게 했으며 민간에서는 브라스 밴드를 만들어냈다. 영국은 오늘날에도 잉글랜드, 스코틀랜드, 북아일랜드, 웨일스 등 각 컨트리는 군악대가 있고 각지에 전승되는 민요 등이 더해져 지역색이 풍부하단 특징도 있다. 19세기 이후 영국은 민간에서 노동계급 간에 금관악기와 타악기로 구성된 악단인 브라스 밴드가 결성되었는데 각종 콘테스트를 거치면서 그 편성이 획일화되었다.
이 흐름에 속하는 것에는 1996년 영국 영화 「브래스드 오프」를 통해 유명세를 탄 Grimethorpe Colliery Band 등이 있는데 이는 청중을 대상으로 음악을 들려주기보단 즐길거리가 부족한 탄광 등에서 연주하며 즐기는 자족적인 요소를 가지고 있다. 빅토리아 시대, 특히 19세기 말 영국의 상류 계층에선 건전한 오락을 노동자에게 부여하면 그들의 미덕을 기르고 자본주의 사회에 대한 불만을 완화·해소할 수 있다는 개혁적 사회주의가 퍼져 취주악 활동을 지원했다. 자본가도 악기 구입을 위해 적극적으로 자금 원조에 나서 아마추어 밴드 육성을 지원했다. 1840년대에는 이미 아마추어 음악가를 위한 악보가 달린 잡지가 간행되었고 1860년대에는 밴드 사이의 연계도 긴밀해졌다. 각종 콘테스트도 활발히 열려 성황을 이루었으며 19세기 말에는 전국에서 3만~4만 정도의 밴드가 있었다고 한다.
브라스 밴드는 제국주의와 겹쳐 구미 열강의 팽창 정책과 함께 세계 각지로 퍼져 나갔고 유럽 음악과 지역 음악이 뒤섞인 모습이 자주 보였다. 토착 노래가 취주악으로 연주되기도 했으며 전통 악기로 서양 음계를 낼 수 있도록 개량하는 작업도 조금씩 이루어졌다. 네팔·인도·발칸반도 국가의 결혼식, 필리핀·수리남·가나의 장례식, 볼리비아·멕시코의 종교 의식 등 유럽 외의 지역에서도 취주악이 자리잡고 밴드 시장이 발생하기 시작했다. 하지만 취주악의 전파는 식민지 권력의 계몽적 의향에서 벗어나기도 했다. 가나에서는 브라스 밴드가 풍기를 흐뜨린다는 이유로 기독교의 단죄를 받았고 당국의 탄압을 피해 지하로 숨어들어가야만 했다.

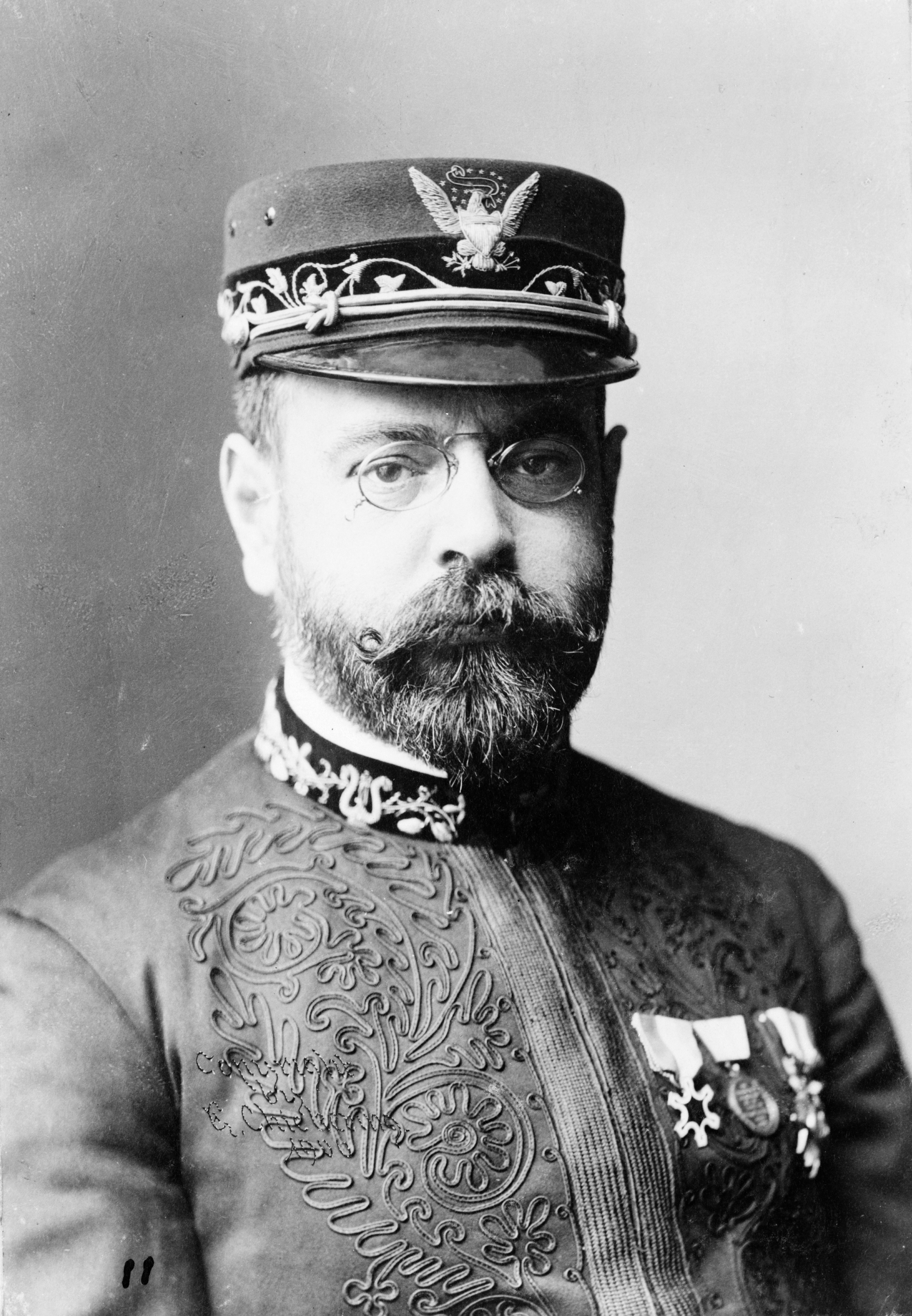
『성조기여 영원하라』로 유명한 「행진곡의 왕」 존 필립 수자

영국식 브라스 밴드는 미국에도 영향을 미쳤다. 군악대의 연주 활동이 제한되고 군의 활동이라도 민간 단체에 연주를 많이 맡겼던 미국은 패트릭 사스필드 길모어의 보스턴 취주악단을 시작으로 학교 등에서 사설 취주악단이 등장하기 시작했고 새로운 지도법이 개발되어 19세기 후반에서 20세기에 걸쳐 취주악이 크게 융성했다. 또한 종래 야외 연주 중심이었던 취주악이 연주회장에서 대규모로 편성되면서 관현악과 같은 연주 효과도 보일 수 있게 되었다. 이는 취주악이 하나의 장르로써 인정받는 계기가 되었고 이후 존 필립 수자를 비롯한 많은 취주악 전문 작곡가들을 배출하게 되었다. 미국 해병대 군악대장을 지낸 수자는 1892년 해병대를 퇴역한 뒤 우수한 연주가를 모아 수자 취주악단을 결성했고 전국을 돌며 연주를 했다. 나중에는 유럽과 세계를 무대로 연주를 했는데 이러한 활동은 일관되게 대중을 위한 것이었다.

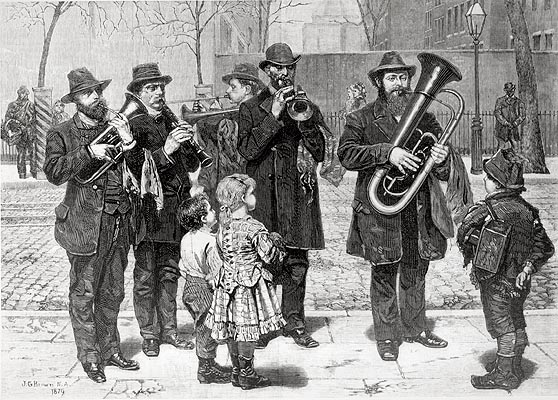
뉴욕의 독일인 밴드 (1876년)

또 미국에서는 대학을 중심으로 80명~100명 규모의 심포닉 밴드나 약간 더 작은 규모의 콘서트 밴드가 편성되었고 보다 치밀하고 다채로운 음색을 획득하기 위해 윈드 오케스트라가 편성되었다. 윈드 오케스트라를 실내 음악으로 활성화시키기 위해 미시간 대학의 윌리엄 레벨리가 1942년 '작은 목관악기 앙상블'을 만들었는데 이는 현대 취주악에서 자주 볼 수 있는 클라리넷을 중심으로 한 편성의 효시가 되었다. 현대 취주악 연주에서 클라리넷은 오케스트라의 바이올린에 상당하는 역할을 하며 고음이나 빠른 악절을 위해 주로 사용한다.
1952년 풍부한 음색과 치밀한 합주 효과를 얻기 위해 만들어진 윈드 앙상블은 프레데릭 페넬에 의해 창시되었는데 관악기 각 파트를 한 명에게 분담하는 것을 원칙으로 했다. 페넬이 정한 윈드 앙상블의 개념은 매우 엄격한데 다른 편성과 달리 독자적인 약속과 근거를 가지고 있다. 또한 그렇기 때문에 편성에 있어 멤버 전원이 솔리스트로서 높은 자질을 가질 것을 요구받는다.
미국의 영향은 세계 각지로 뻗어나갔고 제2차 세계 대전 이후에는 군의 편성의 변화나 녹음·재생 장치의 급속한 진보 등과 함께 군악대의 사명이 저하되어 취주악도 군악대로서의 색이 옅어지기 시작했다. 취주악은 현악기를 포함한 오케스트라와 비교했을 때 트럼펫이 멜로디 악기로 활약하는 경우가 많다. 또 오케스트라에선 잘 사용하지 않는 색소폰이나 유포니움이 큰 활약을 한다는 점도 다르다. 전체적으로 봤을 때 취주악은 각 파트의 인원 제한이 크기 않아 초심자도 비교적 쉽게 참가할 수 있고 어떤 악기라도 연주의 기회가 있기 때문에 파트별로 균등하게 편성할 수 있어 대중성이 뛰어나다고 할 수 있다.

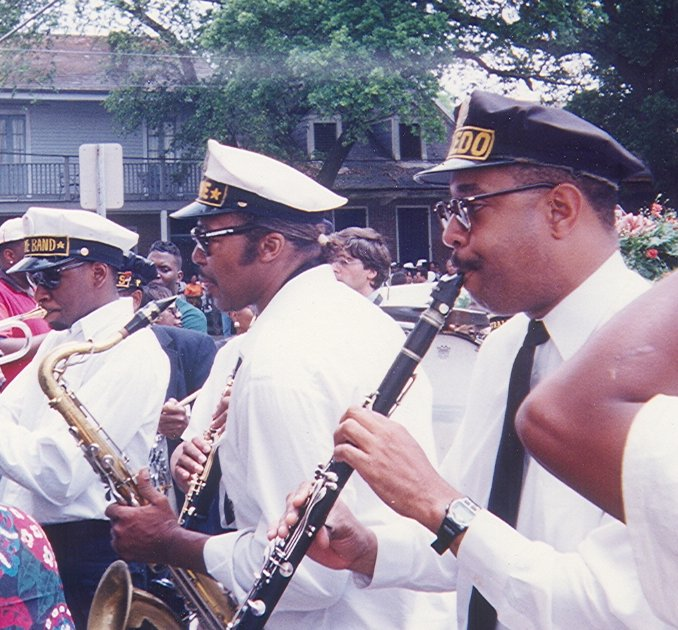
뉴올리언스 트레메 지역의 재즈 장례

1970년대 이후 대중음악에서도 취주악이나 브라스 밴드를 다시 보는 움직임이 일어났다. 민요 발굴에 힘쓴 라이 쿠더나 더 밴드 등 옛 아메리카 음악을 부흥하려는 사람들이 록에 브라스 밴드를 접목했고 뉴올리언스 흑인 커뮤니티에서 발생한 더티 더즌 브라스 밴드(Dirty Dozen Brass Band)는 전통적 재즈 밴드의 분위기를 남기면서 펑크, 솔 음악 등 다양한 음악 요소를 받아들였다. 더티 더즌 브라스 밴드는 뉴올리언스의 독특한 퍼레이드의 습관에 영향을 주었고 세컨드 라인(Second Line) 브라스 밴드도 몇 개 결성되었다. 시카고에서도 재즈의 영역에서 아트 앙상블 오브 시카고가 나타나 다악기주의를 표방하고 있다.
현재 영국의 해피 엔드·마이크 웨스트브룩, 네덜란드의 빌럼 브뢰커르, 일본의 BLACK BOTTOM BRASS BAND 등 다양한 스타일의 금관 밴드가 존재한다.
공산주의 정권 하의 불가리아에서 결혼식이나 출정식을 주된 연주 공간으로 활용하던 민간의 브라스 밴드가 오스만 제국의 유산으로 간주되어 냉대받았다. 하지만 1980년대 말부터 Ivo Papazov의 노력으로 결혼식 밴드가 불가리아 각지에서 나타나기 시작했다.
군악대나 콘서트용 악단 외에도 클래식 음악뿐 아니라 팝·재즈 등 대중음악 장르에서도 다채로운 취주악단이 서양 사회와 그 주변이 병존하고 있는 것이 현재의 모습이다. 취주악 오리지널 작품은 여전히 미국과 일본 작곡가가 중심이 되고 있지만 최근에는 유럽 작곡가의 작품도 늘어나고 있다.

## 악곡
엄밀한 편성은 정해져 있지 않다. 18세기 말 프랑수아조제프 고세크, 샤를 시몽 카텔이 몇 곡의 서곡을 만들었으며 19세기 말 엑토르 베를리오즈, 자코모 마이어베어, 리하르트 바그너, 카미유 생상스도 취주악곡을 만들었다.
20세기에는 미국과 영국을 중심으로 많은 작품이 발표되었는데 구스타브 홀스트, 퍼시 그레인저, 레이프 본 윌리엄스, 플로랑 슈미트 등이 주요 작곡가들이다.
대규모 관악 앙상블이나 오케스트라의 관·타악기 섹션을 상정하여 쓰여진 곡도 취주악곡으로 취급하는 경우가 있는데 볼프강 아마데우스 모차르트의 세레나데, 이고르 스트라빈스키의 「관악기를 위한 교향곡」, 조셉 슈원트너의 곡군, 크시슈토프 펜데레츠키의 「Pittsburgh Ouverture」 등이 대표적이다.
옛날에는 관현악곡이 자주 연주되었지만 지금은 취주악곡도 많이 연주되고 있다. 곡의 종류로는 교향곡, 교향시, 조곡, 서곡, 현대음악 등 다양하게 퍼져 있다. 행진곡도 자주 언급되는 취주악곡의 종류인데 미국의 존 필립 수자, 영국의 케네스 앨퍼드, 독일의 칼 타이케 등의 작품이 유명하다.

## 악단

### 취주악단
나라마다 특징이 다르다. 프랑스와 이탈리아에서는 목관악기의 음색을 중시한 편성을 채용하며 독일과 오스트리아는 금관악기를 많이 배치해 단단하고 무거운 음색 위주로 편성한다. 영국은 전통악기인 백파이프를 중심으로 한 편성에서 시작했으며 지금도 군악대 등에서는 이런 편성이 일부 남아 있다. 또한 금관악기가 중심이 된 영국식 브라스 밴드는 취주악의 한 형태로 정립되어 있다. 미국의 경우, 미국취주악지도자협회(ABA)에서 편성 기준을 정해놓았는데 색스혼 대신 플루겔호른을 사용한다는 특징이 있다. 일본은 군악대가 창립되었을 당시 육군은 프랑스의 제도를, 해군은 영국의 제도를 받아들였기에 악기의 편성부터 용어·음색 등이 일정하지 않았다가 일본취주악지도자협회가 결성된 뒤에 표준 편성안이 만들어졌다.

### 윈드 앙상블
윈드 앙상블(Wind Ensemble)은 관현악의 관악기 섹션과 마찬가지로 각 악기는 1파트당 1인 편성을 원칙으로 하는 형태다. 프레데릭 페넬이 처음 제창한 개념이다.

### 영국식 브라스 밴드
영국식 브라스 밴드(British brass band)는 색스혼 종류에 속하는 금관악기를 중심으로 한 브라스 밴드의 형태다. 코넷을 중심으로 편성하며 플루겔호른, 테너 호른, 트롬본, 유포니움 등과 타악기가 추가된다. 금관악기 위주로 편성되기 때문에 아마추어가 입문하기 쉬운 측면이 있다. 필립 스파크의 『Music of the Spheres』처럼 일반적인 취주악 편성곡으로 알려진 것들 중에는 영국식 브라스 밴드의 편성곡으로 쓰여진 경우가 있다.

## 악기
플랫 계열의 조성을 가진 조옮김 악기가 주로 사용되지만 특별히 엄밀하게 정해진 편성은 없다. 목관악기 중에서는 콘서트 플루트·오보에·바순·클라리넷·색소폰·사뤼소폰 등이, 금관악기 중에서는 트럼펫·호른·트롬본·유포니움·튜바 등이, 현악기·특수악기 중에서는 바이올린·비올라·첼로·콘트라베이스·전기 기타·베이스 기타·하프·첼레스타·피아노·하프시코드·오르간 등이, 타악기 중에서는 팀파니·작은북·큰북·심벌즈·드럼 세트 등이 자주 사용된다.

## 같이 보기
- 관악단
- 군악대

### 내용주
1. ↑  관악기의 시초는 오스트레일리아 원주민이 사용한 디저리두라는 악기가 꼽힌다. 나무를 도려내 속을 비워서 두드리면 타악기가 되고 숨을 불어넣으면 목관악기가 되고 입술로 불면 금관악기가 되는 범용성이 높은 악기였다.[1]
2. ↑  나가노현에서 출토된 조몬 시대 중기의 토기는 북을 조형한 것이라는 학설이 있다.[4]
3. ↑  당시는 숌에서 신식 오보에로 넘어가는 이행기였는데 이때 만들어진 밴드가 숌을 사용했는지 오보에를 사용했는지는 불확실하다.[14]
4. ↑  영국에서는 이와 같은 노동계급의 브라스 밴드와 구분하기 위해 군대에 속하지 않은 민간의 취주악단도 Military Band라 부르기도 한다.
5. ↑  다만, 프랑스 혁명 당시의 군악대는 이미 10여 개의 클라리넷을 포함하고 있었으며[24] 1892년 길모어의 밴드와 1924년 수자의 밴드도 클라리넷이 포함되어 있었다.[25]
6. ↑  불가리아 공산주의 정권은 단일민족주의 경향을 강하게 보여 결혼식 밴드가 냉대받았다. 자유화가 진행된 오늘날에도 빈부 격차로 인해 결혼식 밴드의 수요가 많지 않은 편이다. Ivo Papazov의 스타일에 대해서도 브라스 밴드를 균질화·정형화시켰다는 비판이 있다.[29]

### 참조주
1. ↑  사에키 시게키 2007, 25,34쪽.
2. ↑  Schwäbische Alb:Älteste Flöte vom Hohle Fels（24.06.2009） (독일어)
3. ↑  “世界最古の楽器か、石器時代の「フルート」を発掘 ドイツ” [세계 최고의 악기인가, 석기 시대의 「플루트」 발굴 (독일)]. AFP통신. 2009년 6월 25일.
4. ↑  고야마 슈조 1996, 69-70쪽.
5. ↑  후지타 다카노리 2004.
6. 1 2 3 4 5 6 7 8  취주악사 연표 (PDF)
7. 1 2  요시무라 사쿠지 2001, 156-157쪽.
8. 1 2 3 4 5 6 7 8 9 10 11 12 13  JBC 2005, 88쪽.
9. ↑  Web 악기사전 Vol.1 「Cornu」
10. 1 2 3 4 5 6  아베 간이치 2001, 38~43쪽.
11. 1 2 3 4 5 6 7 8  아가리오 신야 2000, 152~183쪽.
12. 1 2 3 4 5 6  오사키 시게미 2004.
13. 1 2 3 4 5 6 7 8 9 10 11 12 13 14 15  호소카와 슈헤이 2001, 59~63쪽.
14. ↑  Page 2001, 623~624쪽.
15. ↑  Web 악기사전 Vol.1 「코르넷」
16. 1 2 3 4 5 6 7  나가노 준 1999, 20~22쪽.
17. 1 2 3 4  미야마 요시오 2004.
18. ↑  Compton, Benjamin Richard (1979), 《Amateur Instrumental Music in America, 1765 to 1810》, Louisiana State University, 44쪽
19. 1 2 3 4  아가리오 신야 2000, 186~225쪽.
20. ↑  PHP 2007, 42~43쪽.
21. 1 2  호소카와 슈헤이 2001, 63~67쪽.
22. 1 2 3  호소카와 슈헤이 2001, 67~74쪽.
23. ↑  호소카와 슈헤이 2001, 38~43쪽.
24. ↑  아키야마 도시오 2013, 25~26쪽.
25. ↑  Rumberow 1996, 52~53, 65~66쪽.
26. 1 2 3 4 5  사에키 시게키 2007, 58~59쪽.
27. 1 2  JBC 2005, 89쪽.
28. ↑  이소다 겐이치로 1999, 16~17쪽.
29. ↑  호소카와 슈헤이 2001, 68~73쪽.
30. ↑  JBC 2005, 88~89항.

## 참고 문헌
- 와타나베 겐이치; 사에키 시게키; 마쓰모토 다카코; 이쿠노 히사노리 (2017). 《おもしろ吹奏楽事典》 [재미있는 취주악 사전]. ヤマハミュージックメディア. ISBN 978-4-636-94183-8.
- Clodomir, Pierre François (1865). 《Méthode complète pour clairon d'ordonnance》. Paris: Alphonse Leduc.
- Sadie, Stanley, 편집. (2001), 〈Band (i)〉, 《The New Grove Dictionary of Music and Musicians》 2 2판, Oxford University Press, 622-651쪽, ISBN 0-3336-0800-3
  - Polk, Keith (2001), 〈II, 1. Before 1600〉, 《The New Grove Dictionary of Music and Musicians》 2판, Oxford University Press, ISBN 0-3336-0800-3
  - Page, Janet K. (2001), 〈II, 2(i). Military Music〉, 《The New Grove Dictionary of Music and Musicians》 2판, Oxford University Press, ISBN 0-3336-0800-3
  - Camus, Raoul F. (2001), 〈III, 4. American Wind Bands〉, 《The New Grove Dictionary of Music and Musicians》 2판, Oxford University Press, ISBN 0-3336-0800-3
- Rumberow, Robert (1996), 《A History of Wind Band Orchestration in Repertoire of the American Wind Band from 1850 to 1995》, University of Rochester
- 아키야마 도시오 (2013). 《吹奏楽の歴史－学問として吹奏楽を知るために》 [취주악의 역사 - 학문으로써의 취주악을 알기 위해]. ミュージックエイト. ISBN 978-4871643139.
- 아베 간이치; 호소카와 슈헤이; 쓰카하라 야스코; 도야 마모루; 다카자와 도모마사 (2001). 《ブラスバンドの社会史-軍楽隊から歌伴へ》 [브라스 밴드의 사회사 - 군악대에서 노래 반주로]. 青弓社ライブラリー. 青弓社. ISBN 4-7872-3192-8.
  - 아베 간이치 (2001). 〈第1章 「ブラバン」の不思議-〈ブラスバンド〉の社会史をひもとく目的と視点〉 [제1장 「브라스 밴드」의 불가사의]. 《ブラスバンドの社会史-軍楽隊から歌伴へ》. 青弓社. ISBN 4-7872-3192-8.
  - 호소카와 슈헤이 (2001). 〈第2章 世界のブラスバンド、ブラスバンドの世界〉 [제2장 세계의 브라스 밴드, 브라스 밴드의 세계]. 《ブラスバンドの社会史-軍楽隊から歌伴へ》. 青弓社. ISBN 4-7872-3192-8.
  - 쓰카하라 야스코 (2001). 〈第3章 軍楽隊と戦前の大衆音楽〉 [제3장 군악대와 전전의 대중음악]. 《ブラスバンドの社会史-軍楽隊から歌伴へ》. 青弓社. ISBN 4-7872-3192-8.
  - 도야 마모루 (2001). 〈第4章 歌謡曲を支えたブラスバンド〉 [제4장 가요곡을 지지한 브라스 밴드]. 《ブラスバンドの社会史-軍楽隊から歌伴へ》. 青弓社. ISBN 4-7872-3192-8.
- 아가리오 신야 (2000). 《音楽のヨーロッパ史》 [음악의 유럽사]. 講談社現代新書. 고단샤. ISBN 4-06-149499-6.
- 이소다 겐이치로;  외. (1999).  이소다 겐이치로, 편집. 《200CD 吹奏楽 名曲・名演 - 魅惑のブラバン》 [200CD 취주악 명곡·명연 - 매혹의 브라스 밴드]. 立風書房. ISBN 4-651-82043-3.
  - 이소다 겐이치로 (1999). 〈「ブラバン」って何だ…?〉 [브라스 밴드란 무엇인가]. 《200CD 吹奏楽 名曲・名演 - 魅惑のブラバン》. 立風書房. ISBN 4-651-82043-3.
  - 나가노 준 (1999). 〈吹奏楽における編成と楽器解説、その歴史的変遷〉 [취주악 편성과 악기 해설의 역사적 변천]. 《200CD 吹奏楽 名曲・名演 - 魅惑のブラバン》. 立風書房. ISBN 4-651-82043-3.
- 고야마 슈조 (1996). 《縄文学への道》 [승문학으로의 길]. NHKブックス. NHK출판. ISBN 4-14-001769-4.
- 사하라 마코토 (1987). 《大系日本の歴史1 日本人の誕生》 [대략적인 일본의 역사 1 - 일본인의 탄생]. 쇼가쿠칸. ISBN 4-09-622001-9.
- 단 이쿠마 (1999). 《私の日本音楽史 異文化との出会い》 [나의 일본 음악사 - 이문화와의 만남]. NHKライブラリー. NHK出版. ISBN 4-14-084101-X.
- 나카무라 리헤이 (1993). 《洋楽導入者の軌跡 : 日本近代洋楽史序説》 [양악 도입자의 궤적: 일본 근대 양악사 서론]. 刀水書房. ISBN 978-4887081468.
- 야마구치 쓰네미쓰 (1973). 《陸軍軍楽隊史－吹奏楽物語り》 [육군 군악대사 - 취주악 이야기]. 三青社出版部. ASIN B000J8KDWI.
- 요시무라 사쿠지 (2001). 《古代エジプトなるほど事典》 [고대 이집트 사전]. 実業之日本社. ISBN 4-408-39478-5.
- 쇼가쿠칸, 편집. (2004). 《日本大百科全書》 [일본 대백과 전서]. スーパーニッポニカProfessional　Win版. 쇼가쿠칸. ISBN 4099067459.
  - 오사키 시게미 (2004). 〈吹奏楽〉 [취주악]. 《日本大百科全書》. スーパーニッポニカProfessional　Win版. 쇼가쿠칸. ISBN 4099067459.
  - 미야마 요시오 (2004). 〈軍楽隊〉 [군악대]. 《日本大百科全書》. スーパーニッポニカProfessional　Win版. 쇼가쿠칸. ISBN 4099067459.
  - 후지타 다카노리 (2004). 〈太鼓〉 [북]. 《日本大百科全書》. スーパーニッポニカProfessional　Win版. 쇼가쿠칸. ISBN 4099067459.
- 音楽之友社, 편집. (1983). 《新版吹奏楽講座1》 [신판 취주악 강좌 1]. 音楽之友社. ISBN 4276026016.
- 楽水会, 편집. (1984). 《海軍軍楽隊―日本洋楽史の原典》 [해군 군악대 - 일본 양악사의 원전]. 国書刊行会. ASIN B000J75GIK.
- 호시나 히로시; 오자와 도시로; 와타나베 히데유키;  외., 편집. (2005). 《JBCバンドスタディ》. YAMAHA.
- PHP연구소, 편집. (2007). 《世界の「楽器」絵事典 歴史から、音の出るしくみまで》 [세계의 「악기」 총사전 - 역사부터 음을 내는 구조까지]. PHP研究所. ISBN 978-4-569-68676-9.
- 사에키 시게키 (2007). 《管楽器おもしろ雑学事典》 [재미있는 관악기 잡학 사전]. ヤマハミュージックメディア. ISBN 978-4-636-81715-7.
- 《吹奏楽ハンドブック》 [취주악 핸드북]. ヤマハミュージックメディア. 2011. ISBN 978-4-636-86423-6.